# زاك هايمان
زاك هايمان هو لاعب هوكي الجليد وكاتب للأطفال كندي، ولد في 9 يونيو 1992 في تورونتو في كندا.

## وصلات خارجية
- زاك هايمان على موقع دوري الهوكي الوطني (الإنجليزية)
- زاك هايمان على موقع EliteProspects.com (الإنجليزية)
- زاك هايمان على موقع Eurohockey.com (الإنجليزية)
- زاك هايمان على موقع HockeyDB.com (الإنجليزية)
- زاك هايمان على موقع Hockey-Reference.com (الإنجليزية)